# رالف إينغيرسول
رالف إينغيرسول (بالإنجليزية: Ralph Ingersoll)‏ هو صحفي أمريكي، ولد في 8 ديسمبر 1900، وتوفي في 8 مارس 1985.